# 慎子 (书籍)
《慎子》是戰國時期的慎到所著，書中敘述了慎到的治國主張跟理念。

## 內容
《慎子》的內容，現今僅存《威德》、《因循》、《民雜》、《德立》、《君人》、《知忠》、《君臣》七篇，一般認為《慎子》的學說兼備道家與法家兩派。
《慎子》的內容中主張以法治國，在《君人》中敘述:「大君任法而弗躬，則事斷於法矣。法之所加，各以其分，蒙其賞罰而無望於君也，是以怨不生而上下和矣。」又在《君臣》中說:「無法之言，不聽於耳；無法之勞，不圖於功；無勞之親，不任於官。官不私親，法不遺愛，上下無事，唯法所在。」

## 章節數量爭議
司馬遷在《史記·孟子荀卿列传》中敘述:「慎到，赵人。田骈、接子，齐人。环渊，楚人。皆学黄老道德之术，因发明序其指意。故慎到著十二论，环渊著上下篇，而田骈、接子皆有所论焉。」
但是班固在《漢書·艺文志》又稱:「慎子四十二篇。」，而《崇文總目》著錄《慎子》三十七篇，至於《通志·藝文略》則稱:「《慎子》舊有十卷四十二篇，今亡九卷三十七篇。」